# Autovía de Murcia
La autovía de Murcia o A-30 es una autovía de la red de carreteras de España que comunica Albacete con Cartagena.

## Historia
La autovía A-30 es el desdoblamiento de parte de un eje que sigue el itinerario de la antigua carretera nacional N-301 que une Ocaña con Cartagena, aunque la A-30 se refiere solo al tramo entre Albacete y Cartagena, el resto de tramos de esta nacional han sido renombrados como otra autovía (A-31), o aún permanece la N-301 como carretera, aunque de Ocaña a La Roda existe una autopista de peaje denominada (AP-36) que va paralela a la nacional. La N-301 era el eje que unía Madrid con Cartagena.
Volviendo a la A-30, el tramo entre Albacete y Murcia, de nuevo trazado, se empezó a construir a finales de los noventa, inaugurándose varios subtramos hasta que el 21 de julio de 2001 se inauguró el último subtramo tramo que quedaba pendiente.
El tramo entre Murcia y Cartagena, inaugurado en el año 1993, es en su mayor parte un desdoble de la antigua N-301. Es más, este tramo mantuvo la denominación de N-301 hasta el cambio de denominación de carreteras en el año 2004.

## Tramos
| Denominación        | ID antes 2003 | Tramo | Kilómetros | Año servicio / Estado (2025)                                                  |
| ------------------- | ------------- | --- | ---------- | ----------------------------------------------------------------------------- |
| A-30                | N-301         | Albacete Este A-31 - Albacete Sur A-32 | 4          | 1987                                                                          |
| A-30                | A-30          | Albacete Sur A-32 - El Puerto (Tobarra) | 38         | 2001                                                                          |
| A-30                | A-30          | El Puerto (Tobarra) - Nava de Campaña (Hellín Sur) | 25,7       | 2000                                                                          |
| A-30                | A-30          | Nava de Campaña (Hellín Sur) - Venta del Olivo | 24,3       | 2001                                                                          |
| A-30                | N-301         | Venta del Olivo - Enlace de Archena con RM-554 Tramo original: Venta del Olivo - Enlace de Archena con RM-554 Subtramo ampliado: Blanca A-33 - Enlace de Archena con RM-554 | 31,2 7     | 2 carriles por sentido: 1999 3 carriles por sentido: En redacción de proyecto |
| AN-30 (provisional) |               | Arco Noroeste Subtramo A: Enlace de Archena A-30 - Enlace de Ceutí Subtramo B: Enlace de Ceutí - Enlace de Las Torres de Cotillas                                           | 4,35 9,45  | 2025                                                                          |
|                     |               | Arco Noroeste Subtramo C: Enlace de Las Torres de Cotillas - A-7 MU-30 | 7,9        | En obras (apertura retrasada a otoño de 2025)                                 |
| A-30                | N-301         | Enlace de Archena con RM-554 - Molina de Segura Norte | 4,3        | 1991                                                                          |
| A-30                | N-301         | Variante de Molina de Segura Tramo: Molina de Segura Norte - Murcia Norte                                                                                                   | 11,1       | 1996                                                                          |
| E-15 A-7 A-30       | N-301 A-7     | Murcia Norte - Enlace de Guadalupe A-7 | 3,1        | 1987                                                                          |
| A-30                | N-301         | Enlace de Guadalupe A-7 - Ronda Oeste de Murcia | 2,7        | 1988                                                                          |
| A-30                | N-301         | Ronda Oeste de Murcia | 2,9        | 1976                                                                          |
| A-30                | N-301         | Murcia Sur - Puerto de la Cadena | 8,2        | 1993                                                                          |
| A-30                | N-301         | Puerto de la Cadena - Enlace de Corvera | 5          | 1988                                                                          |
| A-30                | N-301         | Enlace de Corvera - Enlace de San Javier | 2,7        | 1987                                                                          |
| A-30                | N-301         | Enlace de San Javier - El Albujón Norte | 13,8       | 1990                                                                          |
| A-30                | N-301         | Variante de El Albujón Tramo: El Albujón Norte - Santa Ana | 9,5        | 1992                                                                          |
| A-30                | N-301         | Circunvalación Norte de Cartagena Tramo: Santa Ana-Polígono industrial Cabezo Beaza                                                                                         | 8,6        | 1991                                                                          |
| A-30                | N-301 A-37    | Acceso Este a Cartagena Tramo: polígono industrial Cabezo Beaza-San Gines                                                                                                   | 4,5        | 1992                                                                          |

## Recorrido
La A-30 comienza su recorrido en el enlace con la Autovía de Alicante A-31 sito en el kilómetro 80 de dicha autovía (A-31), en las inmediaciones de la ciudad de Albacete; y en su recorrido hacia la ciudad de Murcia pasa por varias poblaciones de la provincia de Albacete como Pozo Cañada, Tobarra, Hellín y Cancarix. A continuación, en el punto kilométrico 84 entra en la Región de Murcia, pasando por las inmediaciones de poblaciones como Cieza, Blanca (en cuya variante enlaza con la A-33, autovía que se dirige a Valencia por la comarca murciana del Altiplano, donde conecta con las principales poblaciones de dicha comarca, que son Jumilla y Yecla); Archena y Molina de Segura. En su punto kilométrico 134 enlaza con la Autovía del Mediterráneo A-7 que se dirige hacia Alicante y Almería, y tras pasar por la circunvalación de Molina y las universidades llega a la capital murciana. 
La A-30 continúa su recorrido en dirección Cartagena donde, tras pasar el Puerto de la Cadena, enlaza con la RM-19, autovía regional que conecta la variante de Murcia con San Javier. Siguiendo por la A-30, pasamos por enlaces hacia varias poblaciones cercanas como Corvera, Valladolises, Balsapintada, Torre Pacheco, El Albujón, Pozo Estrecho o Miranda, para acabar conectando con la CT-32 que es el acceso a Cartagena desde la AP-7, en sus inmediaciones, y finaliza su recorrido entrando en la ciudad portuaria.

### Arco Noroeste

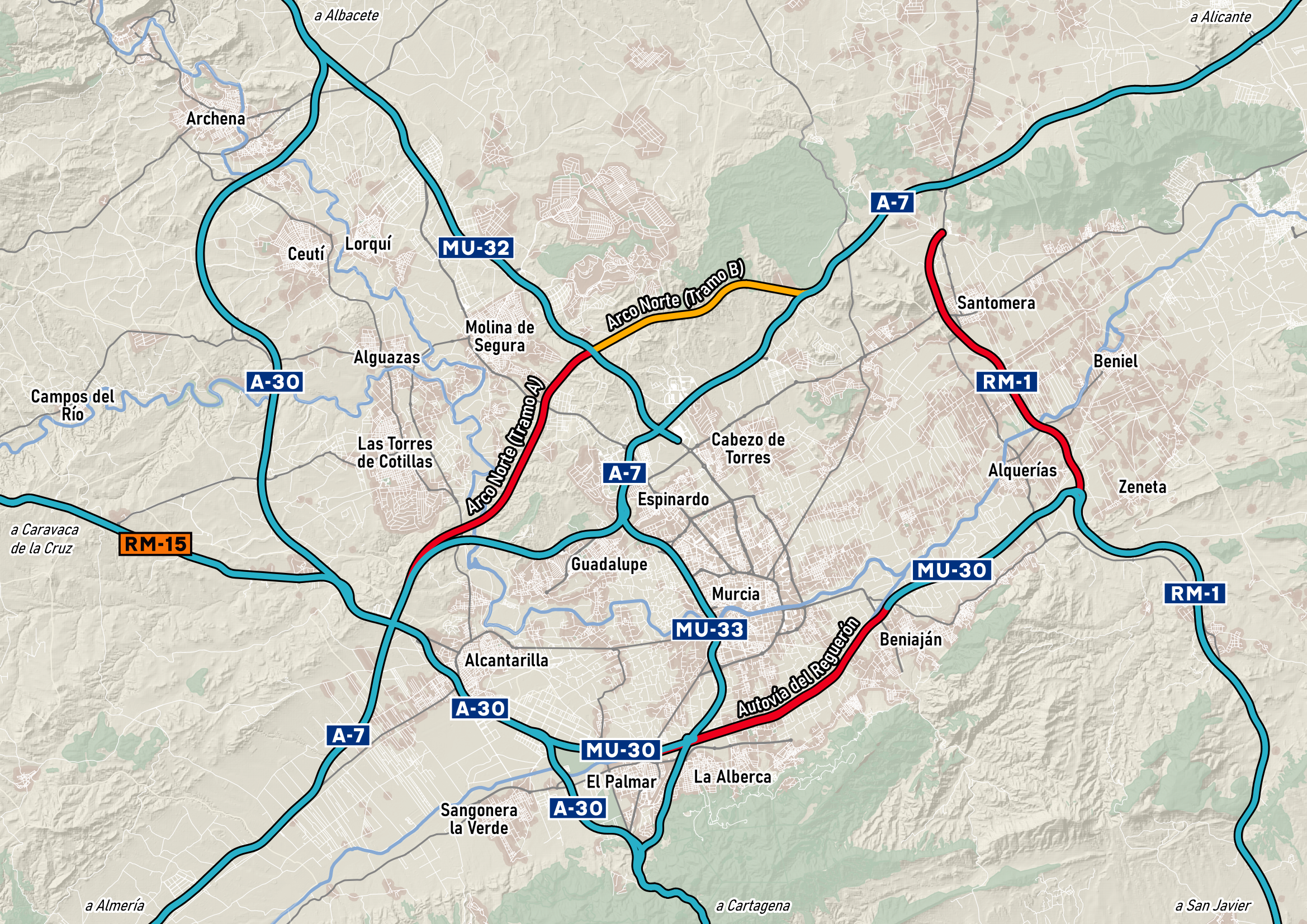
Red de autovías en Murcia.

Debido al gran número de vehículos que soporta el tramo compartido entre la A-30 y la A-7 a su paso por la ciudad de Murcia, se proyectaron dos nuevas vías de circunvalación de la ciudad, denominadas 'arcos'. Una de ellas es el Arco Norte, una alternativa a la A-7, para los recorridos pasantes desde la Comunidad Valenciana hacia Andalucía, y la otra el Arco Noroeste, alternativa a la A-30 para recorridos entre el Valle del Guadalentín, Cartagena y el interior peninsular.
El Arco Noroeste tendrá una longitud de 21,7 km, con origen en Archena y final en el enlace de Alcantarilla entre la A-7, MU-30 y RM-15.
El recorrido proyectado nace justo antes de la salida 121 y se aleja de la A-30 pasando entre la pedanía archenera de La Algaida y la urbanización "Los Torraos". Continúa rodeando Ceutí y Las Torres de Cotillas por el oeste, hasta enlazar con la RM-15 a la altura de Cañada Hermosa. Comparte el trazado actual de la RM-15 hasta el enlace de Alcantarilla entre la A-7, MU-30 y RM-15.
A partir de este punto, se enlaza con la MU-30 y posteriormente con la MU-31, hasta llegar a la A-30 al comienzo del Puerto de la Cadena, evitando así el paso por la ciudad de Murcia.
Tendrá tres enlaces intermedios, que conectarán con las poblaciones de Archena, La Algaida, Ceutí, Lorquí, Campos del Río, Alguazas y Las Torres de Cotillas, mejorando así las comunicaciones de la zona.
El 14 de diciembre de 2018 se aprobó la licitación del Arco Noroeste, por un importe de 178,4 millones euros. Las obras comenzaron el 15 de octubre de 2019 en los tres tramos.
Una vez esté completado en su totalidad, el Arco Noroeste pasará a integrarse en la A-30, así como el tramo enlace A-7 - enlace MU-31 de la MU-30, y la propia MU-31 en su totalidad. De esta manera, el itinerario principal entre Albacete y Cartagena se alejará del área metropolitana de Murcia. Los tramos de la A-30 comprendidos entre el enlace con el Arco Noroeste y los centros comerciales, y entre el enlace de Espinardo y el enlace con la MU-31 (Puerto de la Cadena), pasarán a denominarse MU-32 y MU-33, respectivamente.
Los tramos A y B (enlace de Archena - enlace de Las Torres de Cotillas) fueron inaugurados el 11 de julio de 2025, utilizando señalización provisional (AN-30). Sin embargo, sí se utilizó la numeración definitiva para las salidas, siguiendo la kilometración de la A-30.

## Salidas
| Velocidad | Esquema | Salida | Sentido Cartagena                                                          | Sentido Albacete                                                           | Carretera             | Notas                         |
| --------- | ------- | ------ | -------------------------------------------------------------------------- | -------------------------------------------------------------------------- | --------------------- | ----------------------------- |
|           |         |        | A-30 Enlace con la Autovía de Alicante Comienzo de la Autovía de Murcia    | A-31 Enlace con la Autovía de Alicante Fin de la Autovía de Murcia         |                       |                               |
|           |         |        | Tobarra 48 Murcia 140 Cartagena 191                                        | La Roda 49 Madrid 250                                                      | A-30 A-31             |                               |
|           |         | 1      | Albacete (centro) Parador Nacional Aeropuerto de Albacete                  | Valencia - Alicante Albacete (centro) Aeropuerto de Albacete               | A-31 N-430a           |                               |
|           |         | 4A     | Albacete (sureste) Pozohondo                                               | Albacete (sureste) Pozohondo                                               | N-301a AB-400         |                               |
|           |         | 4B     | Bailén                                                                     | Bailén                                                                     | A-32                  |                               |
|           |         | 12     | Vía de servicio                                                            | Vía de servicio                                                            | N-301                 |                               |
|           |         | 16     | Chinchilla de Monte-Aragón                                                 | Chinchilla de Monte-Aragón                                                 | N-301                 |                               |
|           |         | 22     | Pozo Cañada                                                                | Pozo Cañada                                                                | N-301                 |                               |
|           |         | 23     | Pozohondo Pozo Cañada                                                      | Pozohondo Pozo Cañada                                                      | CM-3210               |                               |
|           |         | 25     |                                                                            | Pozo Cañada                                                                | N-301                 |                               |
|           |         | 29     | Mercadillos Campillo del Negro                                             | Mercadillos Campillo del Negro                                             | N-301                 |                               |
|           |         | 33     | Venta Nueva                                                                |                                                                            | N-301                 |                               |
|           |         |        | FFCC Chinchilla - Cartagena                                                | FFCC Chinchilla - Cartagena                                                |                       |                               |
|           |         | 33     |                                                                            | Venta Nueva                                                                | N-301                 |                               |
|           |         | 37     | El Puerto Casas de las Monjas                                              | El Puerto Casas de las Monjas                                              | N-301                 |                               |
|           |         | 44     | Pinilla                                                                    | Pinilla                                                                    | N-301 CM-3214         |                               |
|           |         | 48     | Tobarra (norte) Ontur                                                      | Tobarra (norte) Ontur                                                      | N-301 CM-3215         |                               |
|           |         |        |                                                                            |                                                                            |                       | Radar en p.k. 49,2            |
|           |         |        | FFCC Chinchilla - Cartagena                                                | FFCC Chinchilla - Cartagena                                                |                       |                               |
|           |         | 52     | Tobarra (sur)                                                              | Tobarra (sur)                                                              | N-301                 |                               |
|           |         | 56     | Hellín (norte) Almansa                                                     | Hellín (norte) Almansa                                                     | N-301 CM-412          |                               |
|           |         | 63     | Hellín (sur)                                                               | Hellín (sur)                                                               | N-301 CM-412          |                               |
|           |         |        | Rambla de Minateda                                                         | Rambla de Minateda                                                         |                       |                               |
|           |         |        | FFCC Chinchilla - Cartagena                                                | FFCC Chinchilla - Cartagena                                                |                       |                               |
|           |         | 69     | Minateda Jumilla                                                           | Minateda Jumilla                                                           | N-301 CM-3212         |                               |
|           |         | 75     | Cancarix Jumilla Agramón                                                   | Cancarix Jumilla Agramón                                                   | N-301 CM-3250 CM-9320 |                               |
|           |         | 82     | N-301                                                                      | N-301                                                                      | N-301                 |                               |
|           |         |        |                                                                            |                                                                            |                       | km. 84                        |
|           |         | 89     | Jumilla Calasparra Caravaca de la Cruz                                     |                                                                            | RM-714                |                               |
|           |         | 91     |                                                                            | Jumilla Calasparra Caravaca de la Cruz                                     | RM-714                |                               |
|           |         | 97     | Ascoy Mula                                                                 | Ascoy Mula                                                                 | RM-532                |                               |
|           |         | 99     | Cieza                                                                      |                                                                            | N-301a                |                               |
|           |         | 100    |                                                                            | Cieza                                                                      | N-301a                |                               |
|           |         |        | FFCC Chinchilla - Cartagena                                                | FFCC Chinchilla - Cartagena                                                |                       |                               |
|           |         | 104    | Cieza                                                                      |                                                                            | N-301a                |                               |
|           |         | 105    |                                                                            | Cieza                                                                      | N-301a                |                               |
|           |         | 107    | Abarán                                                                     | Abarán                                                                     | RM-402 RM-513         |                               |
|           |         | 110    | Valencia Blanca                                                            | Blanca                                                                     | A-33 N-344 RM-553     |                               |
|           |         | 112    |                                                                            | Valencia Jumilla Yecla                                                     | A-33                  |                               |
|           |         |        |                                                                            |                                                                            |                       | Radar en p.k. 112,9           |
|           |         | 115    | Ulea                                                                       |                                                                            | RM-523                |                               |
|           |         | 116    |                                                                            | Ulea                                                                       | RM-523                |                               |
|           |         | 119    | AN-30 Arco Noroeste Alguazas Campos del Río Las Torres de Cotillas         |                                                                            | RM-531 RM-B37         |                               |
|           |         | 121    | Archena Fortuna                                                            |                                                                            | RM-554 RM-411         |                               |
|           |         | 121b   |                                                                            | Fortuna                                                                    | RM-411                |                               |
|           |         | 121a   |                                                                            | Archena                                                                    | RM-554                |                               |
|           |         | 123    | Molina de Segura (oeste) Lorquí Ceutí Polígono Industrial                  |                                                                            | N-301a                |                               |
|           |         |        |                                                                            |                                                                            |                       | Radar en p.k. 122,9           |
|           |         | 124    |                                                                            | Lorquí Ceutí Polígono Industrial                                           | N-301a                |                               |
|           |         |        | FFCC Chinchilla - Cartagena                                                | FFCC Chinchilla - Cartagena                                                |                       |                               |
|           |         | 126    | Polígono Industrial                                                        | Polígono Industrial                                                        |                       |                               |
|           |         | 128    | Molina de Segura (centro) Fortuna                                          | Molina de Segura Fortuna                                                   | RM-A5                 |                               |
|           |         | 130    |                                                                            | urbanizaciones Molina de Segura (centro)                                   |                       |                               |
|           |         |        | Posibles retenciones desde el p.k. 134 al p.k. 144                         |                                                                            |                       |                               |
|           |         | 134a   | Almería Murcia Ronda Oeste Cartagena                                       |                                                                            | A-7 E-15 A-30         |                               |
|           |         | 134b   | Elche Alicante                                                             |                                                                            | A-7 E-15              |                               |
|           |         | 134    |                                                                            | Almería - Granada Cartagena                                                | A-7 E-15 A-30         |                               |
|           |         | 134    |                                                                            | Murcia D. Juan de Borbón Molina de Segura Albacete Valencia A-33           | A-30                  |                               |
|           |         | 135    |                                                                            | Molina de Segura Universidad de Murcia (norte)                             | N-301a                |                               |
|           |         | 135    | Molina de Segura Universidad de Murcia                                     |                                                                            | N-301a                |                               |
|           |         |        |                                                                            |                                                                            |                       | Radar en p.k. 136,0           |
|           |         | 136    |                                                                            | Universidad de Murcia                                                      |                       |                               |
|           |         | 138    | Alcantarilla Almería Granada                                               | Alcantarilla Almería Granada                                               | A-7 E-15              |                               |
|           |         |        |                                                                            |                                                                            |                       | Desvío por 138 A-7 E-15 MU-30 |
|           |         | 139    | Murcia (norte) Av. Juan Carlos I La Albatalía Espinardo                    |                                                                            |                       |                               |
|           |         | 140b   |                                                                            | Murcia (norte) Av. Juan Carlos I                                           |                       |                               |
|           |         | 140a   |                                                                            | La Ñora Guadalupe La Albatalía                                             |                       |                               |
|           |         | 140    | Murcia (centro) Ronda Norte                                                |                                                                            |                       |                               |
|           |         | 141    |                                                                            | Murcia Ronda Norte                                                         |                       |                               |
|           |         | 142    |                                                                            | Murcia (centro ciudad)                                                     |                       |                               |
|           |         |        | Río Segura                                                                 | Río Segura                                                                 |                       |                               |
|           |         | 142    | Barrio del Carmen Murcia (centro) Alcantarilla                             |                                                                            | N-340a                |                               |
|           |         | 143    |                                                                            | Barrio del Carmen Alcantarilla                                             | N-340a                |                               |
|           |         |        | FFCC Chinchilla - Cartagena                                                | FFCC Chinchilla - Cartagena                                                |                       |                               |
|           |         | 143a   | Aljucer C/ Santa Catalina                                                  |                                                                            | N-301a RM-F4          |                               |
|           |         | 143b   | Santo Ángel Ronda Sur Patiño                                               |                                                                            | N-301a RM-F4          |                               |
|           |         | 144a   |                                                                            | Aljucer - Santo Ángel C/ Santa Catalina                                    | N-301a RM-F4          |                               |
|           |         | 144b   |                                                                            | Ronda Sur Patiño                                                           |                       |                               |
|           |         |        |                                                                            | Posibles retenciones desde el p.k. 144 al p.k. 134                         |                       |                               |
|           |         |        | Reguerón                                                                   | Reguerón                                                                   |                       |                               |
|           |         | 146    | El Palmar - Alcantarilla Almería Mula Pol. Ind. Oeste                      | El Palmar - Alcantarilla Almería Mula Pol. Ind. Oeste                      | MU-30 A-7 E-15 RM-15  |                               |
|           |         |        |                                                                            |                                                                            |                       |                               |
|           |         | 148    | El Palmar La Alberca Hospital Virgen de la Arrixaca                        | El Palmar La Alberca Hospital Virgen de la Arrixaca                        | RM-302                |                               |
|           |         |        |                                                                            | Zona de frenado de emergencia                                              |                       |                               |
|           |         | 150    | La Paloma Nonduermas Mercamurcia                                           | El Palmar                                                                  | N-301a RM-611         |                               |
|           |         |        |                                                                            |                                                                            |                       | Desvío por 151 MU-30 A-7 E-15 |
|           |         | 151    |                                                                            | Alcantarilla El Palmar Almería Pol. Ind. Oeste                             | MU-31 MU-30 A-7 E-15  |                               |
|           |         |        |                                                                            |                                                                            |                       |                               |
|           |         |        | Puerto de la Cadena 358 m                                                  | Puerto de la Cadena 358 m                                                  |                       |                               |
|           |         | 155    | Corvera                                                                    | Corvera                                                                    | RM-601                |                               |
|           |         | 156    | Baños y Mendigo Venta de la Virgen                                         |                                                                            | N-301a                |                               |
|           |         | 158    | Balsicas San Javier Litoral Mar Menor                                      | Balsicas San Javier Litoral Mar Menor                                      | RM-19                 |                               |
|           |         | 161    | Aeropuerto Internacional                                                   | Aeropuerto Internacional                                                   | RM-16                 |                               |
|           |         | 164    | Corvera Los Martínez del Puerto Aeropuerto Internacional                   | Corvera Los Martínez del Puerto Aeropuerto Internacional                   | RM-E7 RM-F21 RM-17    |                               |
|           |         | 165    | Valladolises                                                               | Valladolises                                                               |                       |                               |
|           |         | 169    | Roldán Balsapintada Fuente Álamo                                           |                                                                            | RM-F12 RM-E12         |                               |
|           |         | 170    |                                                                            | Roldán Balsapintada Fuente Álamo                                           | RM-F12 RM-E12         |                               |
|           |         | 171    | Alhama - Fuente Álamo El Albujón - Lobosillo Torre Pacheco - Los Alcázares | Alhama - Fuente Álamo El Albujón - Lobosillo Torre Pacheco - Los Alcázares | RM-2 N-301a RM-F14    |                               |
|           |         | 176    | Pozo Estrecho El Algar                                                     |                                                                            | RM-311                |                               |
|           |         | 177    |                                                                            | Pozo Estrecho                                                              | RM-311                |                               |
|           |         |        |                                                                            |                                                                            |                       | Radar en p.k. 179,4           |
|           |         | 180    | La Manga - Almería Santa Ana Los Dolores                                   | Santa Ana El Albujón                                                       | AP-7                  |                               |
|           |         | 181    |                                                                            | Vera - Almería Alicante                                                    | AP-7                  |                               |
|           |         |        | FFCC Chinchilla - Cartagena                                                | FFCC Chinchilla - Cartagena                                                |                       |                               |
|           |         | 184    | Los Barreros La Palma                                                      |                                                                            | RM-F36                |                               |
|           |         | 185    |                                                                            | Los Barreros La Palma                                                      | RM-F36                |                               |
|           |         | 189    | Escombreras La Unión - La Manga Alicante                                   |                                                                            | N-343 CT-32           |                               |
|           |         | 190    |                                                                            | Escombreras La Unión - La Manga Alicante                                   | N-343 CT-32           |                               |
|           |         |        |                                                                            |                                                                            |                       | Radar en p.k. 190,5           |
|           |         | 191    | Torreciega Polígono Industrial                                             | Torreciega Polígono Industrial                                             |                       |                               |
|           |         | 192    | Cartagena (centro ciudad) CT-33 Puerto UPCT Campus la Muralla              |                                                                            | N-332 CT-33           |                               |
|           |         |        |                                                                            | Murcia 54 Albacete 198                                                     | A-30                  |                               |
|           |         |        | Fin de la Autovía de Murcia Cartagena                                      | Comienzo de la Autovía de Murcia                                           |                       |                               |

### Arco Noroeste
| Velocidad                                                                                      | Esquema | Salida | Sentido Cartagena               | Sentido Albacete                | Carretera | Notas |
| ---------------------------------------------------------------------------------------------- | ------- | ------ | ------------------------------- | ------------------------------- | --------- | ----- |
|                                                                                                |         |        | Enlace con la Autovía de Murcia | Enlace con la Autovía de Murcia |           |       |
|                                                                                                |         | 124    | Ceutí Lorquí Archena            | Ceutí Lorquí Archena            | RM-533    |       |
|                                                                                                |         | 129    | Alguazas Campos del Río         | Alguazas Campos del Río         | RM-531    |       |
|                                                                                                |         | 134    | Las Torres de Cotillas          | Las Torres de Cotillas          | RM-B37    |       |
| FIN DE TRAMO EN SERVICIO Arco Noroeste Tramo C en construcción Apertura prevista otoño de 2025 |         |        |                                 |                                 |           |       |